# Hexatoma borneana
Hexatoma borneana är en tvåvingeart som först beskrevs av Edwards 1921.  Hexatoma borneana ingår i släktet Hexatoma och familjen småharkrankar. Inga underarter finns listade i Catalogue of Life.